# McLaren Senna

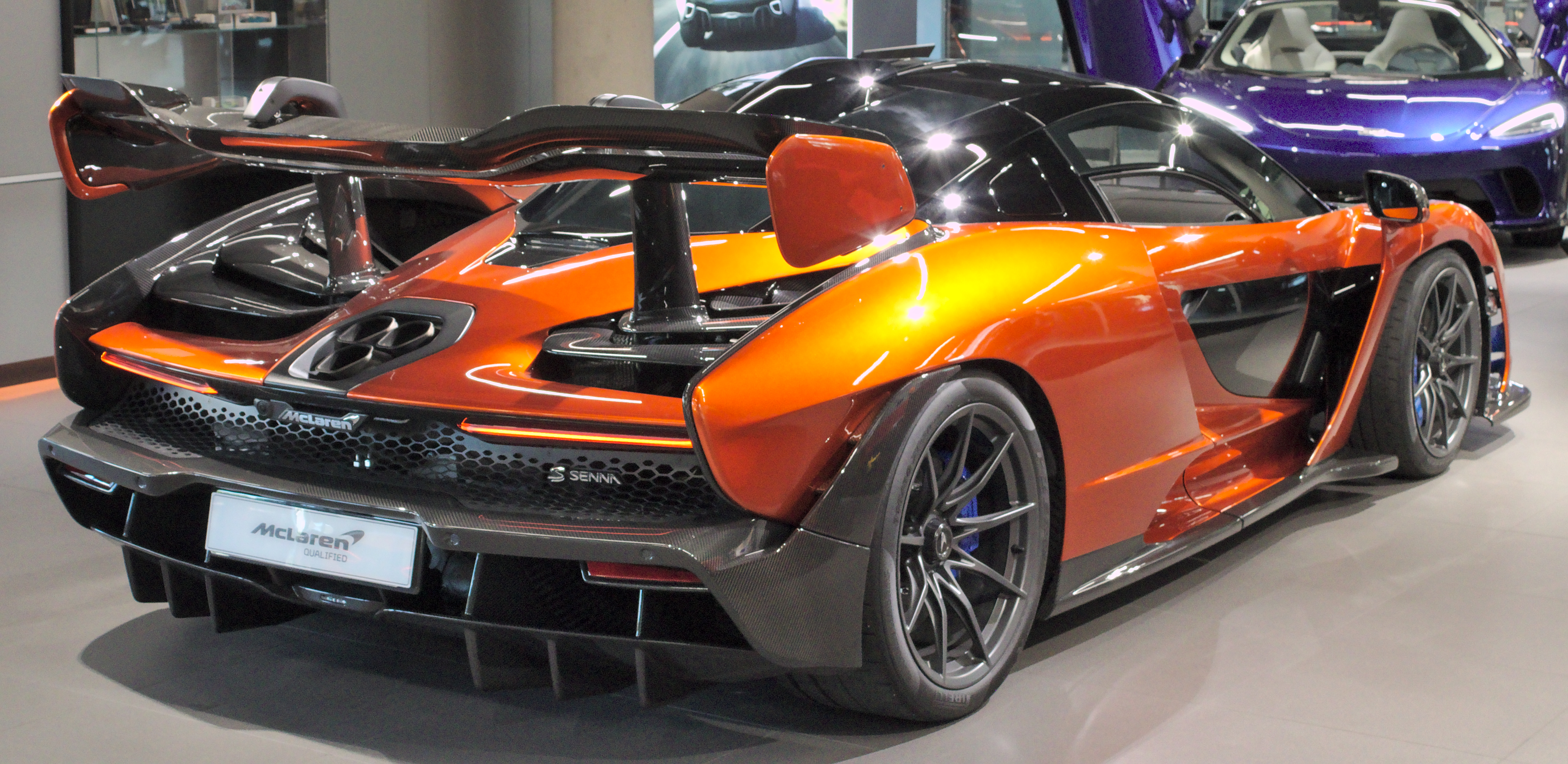
Heckansicht

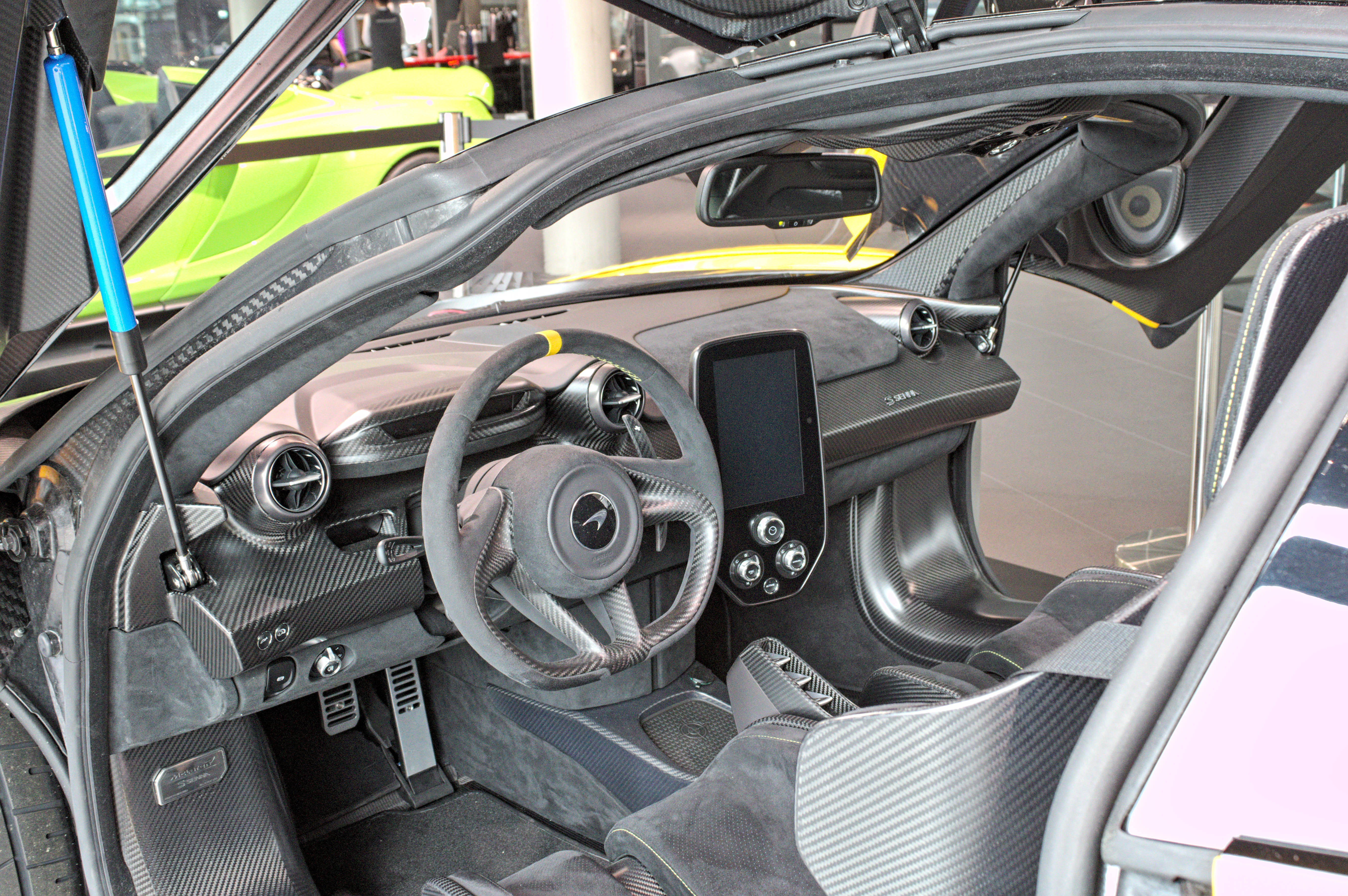
Innenraum

Der McLaren Senna ist ein Supersportwagen von McLaren mit einem Vierliter-V8-Mittelmotor.

## Geschichte
Das Fahrzeug wurde im März 2018 auf dem 88. Genfer Auto-Salon zum ersten Mal der Öffentlichkeit gezeigt. Der Senna ist auf 500 Exemplare limitiert, die bereits vor der offiziellen Vorstellung ausverkauft waren. Gebaut wurde der Supersportwagen von Hand im britischen Woking. Benannt ist das Fahrzeug nach dem Rennfahrer Ayrton Senna, der mit McLaren Racing dreimaliger Formel-1-Weltmeister wurde. Wie der McLaren P1 gehört der Senna zur „Ultimate Series“ von McLaren.
In Deutschland kostete der McLaren Senna 922.250 Euro. Das letzte Fahrzeug wurde im Dezember 2017 bei einer privaten Veranstaltung für McLaren-Kunden versteigert. Den Erlös erhielt das Instituto Ayrton Senna.

## Technik
Bei einem Trockengewicht von 1198 kg beschleunigt der 588 kW (800 PS) starke Supersportwagen in 2,8 s auf 100 km/h und erreicht eine Höchstgeschwindigkeit von 335 km/h. Bereits bei 250 km/h erreicht das Fahrzeug 8000 N Abtrieb. Der Senna ist damit seit dem McLaren F1 das leichteste Fahrzeug des Herstellers. Erreicht wird das unter anderem durch ein Fahrgestell aus mit Kohlenstofffasern verstärktem Kunstharz.

## Technische Daten
|                                             | Senna                          |
| Bauzeitraum                                 | 2018–2019                      |
| Motorkenndaten                              |                                |
| Motortyp                                    | V8-Ottomotor                   |
| Motoraufladung                              | Twinscroll-Turbolader          |
| Hubraum                                     | 3994 cm³                       |
| max. Leistung bei min−1                     | 588 kW (800 PS) / 7250         |
| max. Drehmoment bei min−1                   | 800 Nm / 5500–6700             |
| Kraftübertragung                            |                                |
| Antrieb                                     | Hinterradantrieb               |
| Getriebe, serienmäßig                       | 7-Gang-Doppelkupplungsgetriebe |
| Messwerte                                   |                                |
| Höchstgeschwindigkeit                       | 335 km/h                       |
| Beschleunigung, 0–100 km/h                  | 2,8 s                          |
| Beschleunigung, 0–200 km/h                  | 6,8 s                          |
| Beschleunigung, 0–300 km/h                  | 17,5 s                         |
| Leergewicht                                 | 1309 kg                        |
| Kraftstoffverbrauch auf 100 km (kombiniert) | 12,4 l Super                   |
| CO2-Emissionen (kombiniert)                 | 280 g/km                       |
| Basispreis                                  | 922.250 €                      |

## Zulassungszahlen
In der Schweiz und Liechtenstein wurden insgesamt 17 McLaren Senna neu zugelassen.

## Ableger des Senna

### Senna GTR
Ebenfalls auf dem Genfer Auto-Salon 2018 präsentierte McLaren mit dem Senna GTR eine noch exklusivere Variante des Sportwagens. Er ist auf 75 Einheiten limitiert und verfügt weder über eine Straßenzulassung noch eine FIA-Homologation. Sein Motor leistet 607 kW (825 PS) und 800 Nm. Die Aerodynamik, das Fahrwerk, die Bremsen sowie der Innenraum wurden erheblich modifiziert.

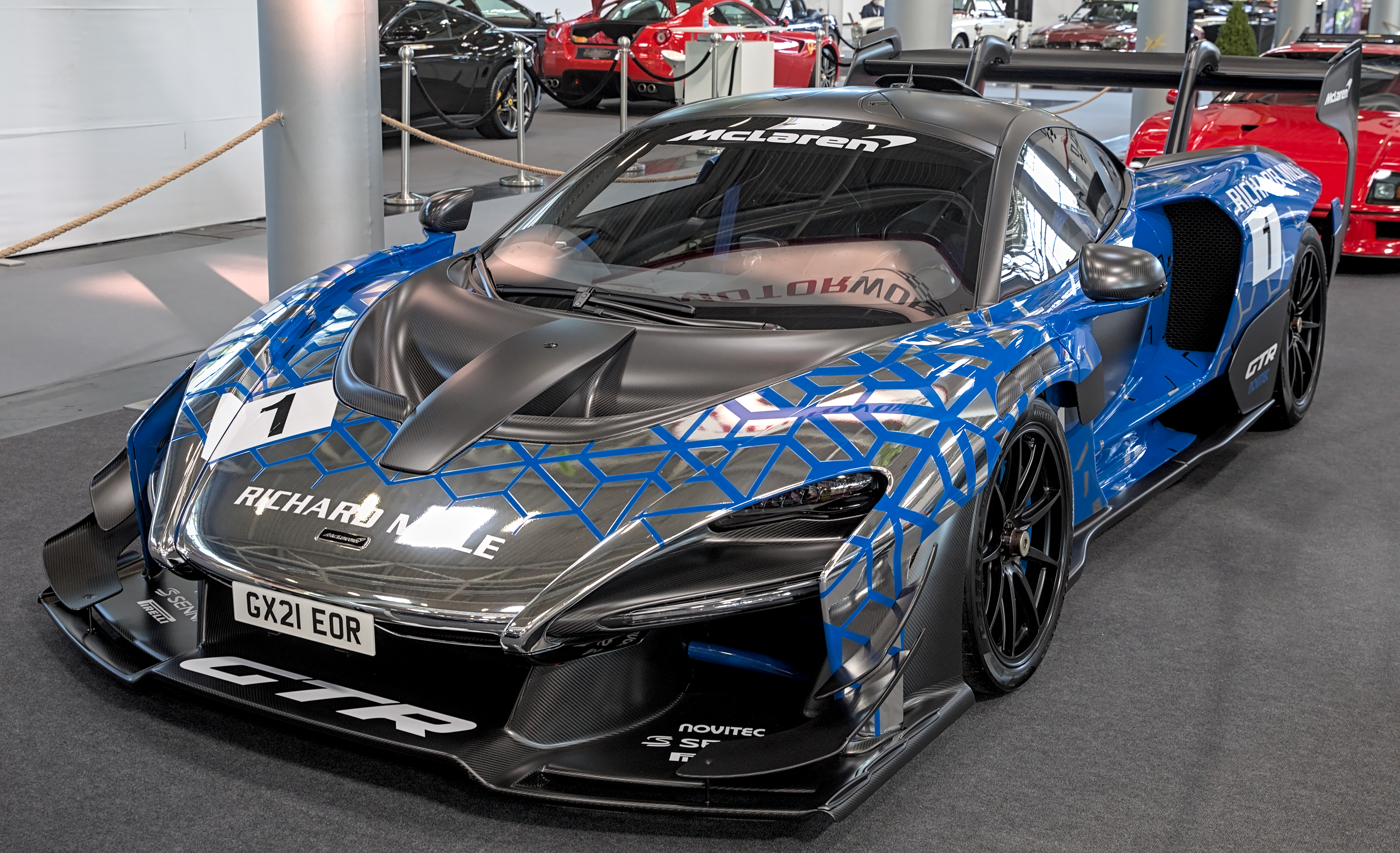
Senna GTR (Frontansicht)
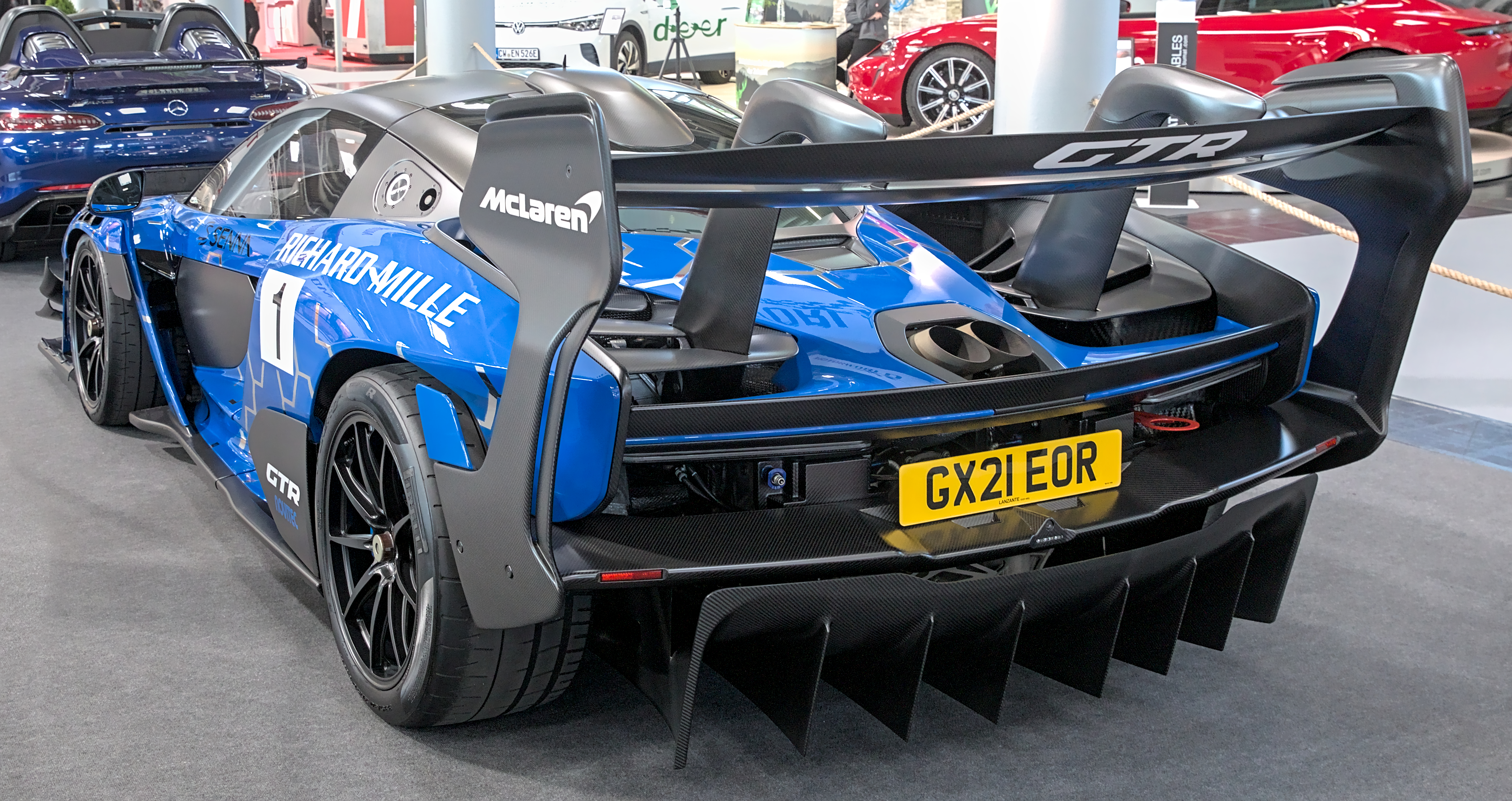
Senna GTR (Heckansicht)

## Trivia
- Das erste in Deutschland ausgelieferte Fahrzeug verunglückte Ende Oktober 2018 kurz nach der Übergabe in München durch einen Fahrfehler des Besitzers. Der Schaden an dem Fahrzeug wurde auf 850.000 Euro geschätzt.[8]

- Ende März 2019 präsentierte Lego einen Nachbau des Senna in Originalgröße. Die 467.854 Bausteine bauten 30 Modellbauer in 2725 Stunden zusammen. Mit einem Gewicht von rund 1,7 Tonnen wiegt das Lego-Modell rund 500 Kilogramm mehr als das Serienfahrzeug. Es ist auch möglich, in das Modell einzusteigen, fahrtauglich ist es jedoch nicht.[9]